# جان-فرانسوا-أوقستي مولان
جان-فرانسوا-أوقستي مولان هو سياسي فرنسي، ولد في 14 مارس 1752 في كان في فرنسا، وتوفي في 12 مارس 1810 في بيارفيت سور سين ‏ في فرنسا. انتخب Military governor of Strasbourg ‏.